# París-Roubaix 1953
La París-Roubaix 1953 fou la 51a edició de la París-Roubaix. La cursa es disputà el 12 d'abril de 1953 i fou guanyada pel belga Germain Derijcke, que s'imposà a l'esprint en la meta de Roubaix als seus companys d'escapada, l'italìà Donato Piazza i el neerlandès Wout Wagtmans.

## Classificació final
|    | Ciclista         | Equip              | Temps      |
| -- | ---------------- | ------------------ | ---------- |
| 1  | Germain Derijcke | Welter             | 5h 39' 19" |
| 2  | Donato Piazza    | Bianchi-Pirelli    | m. t.      |
| 3  | Wout Wagtmans    | Garin-Wolber       | m. t.      |
| 4  | Louison Bobet    | Bottecchia         | + 14"      |
| 5  | Emile Baffert    | Mercier-Hutchinson | m. t.      |
| 6  | Roger Decock     | Bertin             | m. t.      |
| 7  | Raymond Impanis  | Garin-Wolber       | m. t.      |
| 8  | Désiré Keteleer  | Bianchi-Pirelli    | m. t.      |
| 9  | Gilbert Bauvin   | Gitane-Hutchinson  | m. t.      |
| 10 | Maurice Blomme   | Bertin             | m. t.      |